# Poussonne
La Poussonne (également appelée le ruisseau des Lorettes pour la partie amont) est un ruisseau français du département de la Charente, affluent du Palais et sous-affluent du Lary de l'Isle et de la Dordogne.

## Géographie
Elle prend sa source à près de 130 mètres d'altitude, en limite des communes de Brossac et de Saint-Vallier, deux kilomètres au nord-est du bourg de Saint-Vallier, près du lieu-dit chez Barret.
Elle rejoint le Palais en rive gauche à moins de 55 mètres d'altitude, sur la commune de Sauvignac, au lieu-dit Briollaud, deux kilomètres et demi à l’ouest du bourg. 
Son cours, long de 10,4 km, s'effectue uniquement sur les trois communes précitées, toutes trois dans le canton de Brossac en Charente.
Elle ne dispose que d'un seul court affluent répertorié : la Laine.